# Zhang Yuejiao
Zhang Yuejiao (* 25. Oktober 1944) ist eine chinesische Juristin und Hochschullehrerin. Sie war von 2008 bis 2016 eine der fünf Frauen unter den 27 Mitgliedern des Appellate Body der Welthandelsorganisation (WTO).

## Leben
Zhang erwarb einen Bachelor of Arts des China High College. Anschließend reiste sie in die Vereinigten Staaten und erhielt einen Master of Laws (LLM) der Georgetown University. Sie hat auch einen Bachelor of Arts der Universität Rennes und einen J.S.D. der Columbia Law School. Von 1982 bis 1985 arbeitete sie als Rechtsberaterin bei der Weltbank. Diese Arbeit führte sie bis 1985 aus.
Von 1987 bis 1996 war Zhang die leitende Verhandlungsführerin der Volksrepublik China im Bereich des geistigen Eigentums. Im Rahmen ihrer Tätigkeit bereitete sie auch einige Gesetze der Volksrepublik vor, so Chinas Patentgesetz, das Recht der Handelsmarken sowie das Urheberrecht. Ihre Tätigkeit war im chinesischen Ministerium für Außenhandel und wirtschaftliche Zusammenarbeit, was im Handelsministerium der Volksrepublik China aufging, verortet, für das sie von 1984 bis 1997 arbeitete. Sie war am Entwurf des Außenhandelgesetzes der Volksrepublik und der Anti-Dumping und Anti-Subsidy Regeln beteiligt.
Vom Jahr 1998 an arbeitete sie bei der Entwicklungsbank Asiens. Diese Arbeit an verschiedenen Stellen innerhalb der Institution führte sie bis 2004 aus. Sie war beteiligt an den Vorbereitungen des Reformprogrammes der Bank. Im Anschluss wurde sie 2005 Direktorin der Entwicklungsbank Westafrikas. Weiterhin arbeitete sie als Leiterin von Chinas Beitrittsverhandlungen zur WTO.
Im Jahr 2007 wurde Zhang für einen Sitz am Appellate Body nominiert, jedoch blockierte Taiwan, welches ebenfalls Mitglied der WTO ist, zunächst eine Wahl Zhangs. Nach einigen Verhandlungen wurde sie dann von den Mitgliedern der WTO zum Mitglied am Appellate Body gewählt für eine Amtszeit ab 2008. Im Jahr 2012 wurde sie für eine zweite Amtszeit gewählt. Diese Amtszeit endete im Jahr 2016 am 31. Mai. Sie unterstützte die Wahl von Seung Wha Chang, dessen Nominierung im Jahr 2016 stark von den USA kritisiert wurde. Von den bis dahin 27 Mitgliedern des Gerichtes war Zhang nur eine von fünf Frauen.
Sie ist Professorin für Rechtswissenschaften an der Shantou Universität in Shantou in der Provinz Guangdong und beigeordnete Professorin an der Tsinghua-Universität. Sie hielt Vorlesungen an der People’s University, der China Foreign Trade University Law School, Universität Peking, an der Columbia und der Universität Hongkong.
Neben dieser Tätigkeit ist sie als Anwältin tätig.

## Mitgliedschaften
Von 1987 bis 1999 war sie ein Mitglied von UNIDROIT, unter anderem Mitglied des                           International Development Law Institute, wo sie die Regeln des Unidroit zum Finanzierungsleasing und internationalem Handel vorbereitete. Sie ist ein Mitglied (Arbitrator) in Chinas International Trade and Economic Arbitration Commission. Sie ist Vizepräsidenten der chinesischen Gesellschaft für internationales Handelsrecht.